# 13 Pułk Piechoty (brytyjski)
13 pułk piechoty – oddział piechoty brytyjskiej.
Sformowany jako Earl of Huntingdon's Regiment of Foot w 1685.
Od 1751 zwany 13 pułkiem piechoty. Od 1841 Prince Albert's Regiment of Light Infantry – na cześć małżonka Królowej Wiktorii, ks. Alberta.
Współcześnie pod nazwą Somerset Regiment.

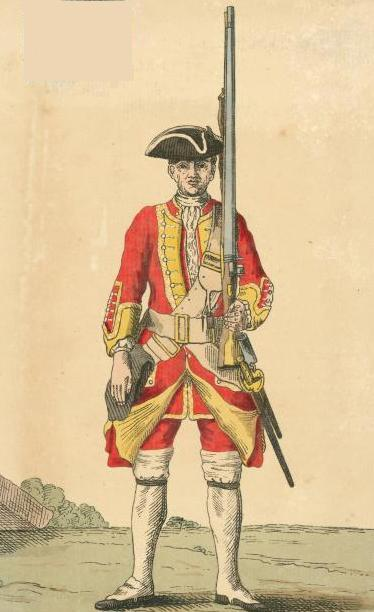
Żołnierz 13 pułku piechoty (1742)